# Szabó Ildikó (szociológus)
Szabó Ildikó (Fehérgyarmat, 1946. május 23. – Budapest, 2016. április 12.) magyar szociológus, egyetemi oktató, a Magyar Szociológiai Társaság volt alelnöke. Kutatási területe a politikai szocializáció, az állampolgári kultúra, a fiatalok politikához való viszonya, a kollektív identitások formálódása volt. 

## Életpályája
1946-ban született Fehérgyarmaton, majd tanító foglalkozású szüleivel Körösszakálra költöztek. 1969-ben magyar-orosz szakos tanárként végzett Debrecenben, majd házasság révén Budapestre költözött és 1971-ig a Kovács László nevét viselő Harmat utcai általános iskolában tanított Kőbányán. Ezután egy évig a Tudományos Ismeretterjesztő Társulat (TIT) központjában volt félállásban tudományos munkatárs, majd az akkoriban megalakult Ifjúsági Lapkiadó Vállalat (ILV) Sajtó- és Közvélemény Kutató Osztályára került kutatónak. 1985-ben aspiratúrát kezdett az ELTE Szociológiai Intézetében és 1988-ban kandidátusi fokozatot szerzett szociológiából. Az Ember államosítása címet viselő kandidátusi értekezését, amelyben a politikai szocializáció magyar modelljeit írta le elsősorban a Rákosi- és a Kádár-rendszer példáján, csak a rendszerváltás után publikálhatta.
1990-ben a Doxapol közvéleménykutatóhoz került, majd francia ösztöndíjjal másfél évet töltött a Centre national de la recherche scientifique-ben. Franciaországból hazatérve előbb az Idegennyelvű Könyvtár Nemzetiségi Kutatócsoportjánál Radó Péterrel és Molnár Évával egy komplex kutatást folytatott a Mura-vidéki (szlovéniai) magyarokról, aztán az Országos Közoktatási Intézetben (OKI) kapott állást, amely mellett tanítani kezdett a kecskeméti főiskolán.
A Debreceni Egyetemen habilitált neveléstudományokból 2007-ben és ugyanebben az évben lett a Magyar Tudományos Akadémia doktora szociológiából.
A Magyar Szociológiai Társaság 2009-ben alelnökévé választotta. 
A felsőoktatásban az ELTE Szociológia és Szociálpolitika Tanszékén a Nevelés- és Művelődéstudományi Doktori Program vezetője volt, a Kecskeméti Főiskola Tanítóképző Karán vezette a Társadalomtudományi Intézetet, illetve a Debreceni Egyetem Doktori Iskolájának egyik törzstagja volt. Az IPSA (International Political Sciences Association) Politikai Szocializáció és Nevelés Munkabizottsága (Research Committee on Political Socialization and Education) tagja volt.

## Főbb publikációi
Hazai publikációk
- Egy ember három néven: Georg, György, Noszán : Hirschmann Györggyel Szabó Ildikó beszélget. In: Forrás. 47. évf. 7-8. sz. (2015), p. 77-96.
- Campus-lét a Debreceni Egyetemen : ifjúságszociológiai tanulmányok / Fényes Hajnalka, Szabó Ildikó, szerk. [Debrecen] : Debreceni Egy. K., 2014. 306 p.
- Állampolgári szocializáció a felsőoktatásban / Szabó Ildikó. In: Campus-lét a Debreceni Egyetemen : ifjúságszociológiai tanulmányok / Fényes Hajnalka, Szabó Ildikó, szerk. [Debrecen] : Debreceni Egy. K., 2014. p. 293-304.
- Embereszmények és identitáspolitikák a rendszerváltás utáni politikai szocializációban / Szabó Ildikó. In: Kultúra és közösség. 4. f. = 5. évf. 4. sz. (2014), p. 5-32.
- Folyamatosságok a változásban: kontinuitások a rendszerváltás utáni politikai szocializáció mintáiban [Elektronikus dokumentum] / Szabó Ildikó. In: Metszetek [Elektronikus dokumentum] 2. évf. 2-3. sz. (2013), p. 22-39.
- Láthatatlan történelem : politikai anekdoták 1942-2012 / Szabó Ildikó. Budapest : L'Harmattan, cop. 2013. 211 p.
- Az egyházak közreműködése a nemzeti identitás formálásában a Horthy-korszakban / Szabó Ildikó. In: Iskolakultúra. 20. évf. 2. sz. (2010), p. 33-52.
- Nemzeti identitás és politikai szocializáció / Szabó Ildikó. In: Új ifjúsági szemle. 8. évf. 1. sz. 26. sz. (2010), p. 75- 98.
- Láthatatlan történelem : hallhatatlan történetek / Szabó Ildikó. In: Jel-kép. 20. évf. 4. sz. (2009), p. 51-102.
- Nemzet és szocializáció : a politika szerepe az identitások formálódásában Magyarországon, 1867-2006 / Szabó Ildikó. Budapest : L'Harmattan, 2009. 333 p.
- A nemzet fogalmi konstrukciója a Fidesz diskurzusaiban 1998 és 2006 között / Szabó Ildikó. In: Politikatudományi szemle. 16. évf. 3. sz. (2007), p. 129-159.
- Középiskolások előítéletességének egy lehetséges magyarázata : az életforma / Murányi István, Szabó Ildikó. In: Educatio. 16. évf. 1. sz. (2007), p. 38-49.
- Nemzeti szocializáció a két világháború között Magyarországon / Szabó Ildikó. In: Iskolakultúra. 17. évf. 2. sz. (2007), p. 50-70.
- Nemzeti tematika és politikai szocializáció : a kollektív önmeghatározások politikai befolyásolása Magyarországon, 1867-2006 [akadémiai doktori értekezés] / Szabó Ildikó. Gépirat. 2006. 353 fol.
- Rendszerváltás és nemzeti tematika / Szabó Ildikó. In: Politikatudományi Szemle. 14. évf. 2. sz. (2005), p. 89-110. Teljes szöveg
- A politikai pszichológia alapkérdései / Szabó Ildikó. In: Politikai pszichológia, politikai magatartásvizsgálatok: A politikai pszichológia szemléleti sajátosságairól: vitakötet / Lányi Gusztáv. Budapest: Jószöveg Műhely Kiadó, 2005. p. 194-221.
- Kollektív identitásminták a politikai szocializációban / Szabó Ildikó. In: Educatio. 13. évf. 4. sz. (2004), p. 551-566. Teljes szöveg
- Magyarok Párizsa / Szabó Ildikó, Bajomi-Lázár Dávid. Budapest : Enciklopédia, 2003. 195 p.
- Volt egyszer egy iskola… Egy tanítóképző emlékezete / Szabó Ildikó. In: Pedagógusképzés 1. évf. 1-2. sz. (2003), p. 21-39.
- Társadalmi értékminták, politikai orientációk : A középiskolások pártválasztásait befolyásoló kulturális reprezentációk / Örkény Antal, Szabó Ildikó. In: Educatio. 11. évf. 3. sz. (2002), p. 404-430.
- A tizenévesek nemzetfogalma / Szabó Ildikó, Örkény Antal. In: A gyermek évszázada. Budapest: Osiris Kiadó , 2000. p. 102-134.
- Minden másképpen van : rendszerváltás és politikai reszocializáció / Szabó Ildikó. In: A pártállam gyermekei : tanulmányok a magyar politikai szocializációról / Szabó Ildikó. Budapest : Hatodik Síp Alapítvány : Új Mandátum Kvk., 2000. p. 219-235.
- A pártállam világképe : az azonosság és a nem-azonosság problémája az államszocializmus időszakában / Szabó Ildikó. In: A pártállam gyermekei : tanulmányok a magyar politikai szocializációról / Szabó Ildikó. Budapest : Hatodik Síp Alapítvány : Új Mandátum Kvk., 2000. p. 137-218.
- Az ember államosítása : politikai szocializáció Magyarországon / Szabó Ildikó. In: A pártállam gyermekei : tanulmányok a magyar politikai szocializációról / Szabó Ildikó. Budapest : Hatodik Síp Alapítvány : Új Mandátum Kvk., 2000. p. 11-136.
- Iskola és társadalom / Szabó Ildikó. In: Új Pedagógiai Szemle. 48. évf. 9. sz. (1999), p. 27-42.
- Valahol Közép-Európában : magyar középiskolások Európa-képe / Szabó Ildikó, Örkény Antal. In: Új Pedagógiai Szemle. 47. évf. 11. sz. (1997), p. 44-61.
- Magyar középiskolások politikai érzelmei és ismeretei / Szabó Ildikó, Örkény Antal. In: Politikatudományi Szemle. 6. évf. 3. sz. (1997), p. 31- 69.
- Az ember államosítása : politikai szocializáció Magyarországon / Szabó Ildikó. [Budapest] : Tekintet Alapítvány, [1991]. VI, 166 p.
- Politizáló gyerekek : "Itt egyfajta forradalom van" / Szabó Ildikó, Szekszárdi Ferencné, Sz. Fodor Katalin. In: Pedagógiai Szemle. 40. évf. 6. sz. (1990), p. 571-583.
- A politikai tudat törésvonalai / Szabó Ildikó. In: Világosság. 30. évf. 10. sz. (1989), p. 762-771.
- Tetovált börtön / Szabó Ildikó. In: Szociológia. 19. évf. 3-4. sz. (1989), p. 311-327.
- Non vitae, sed scolae... : politikai szocializáció a magyar iskolákban / Szabó Ildikó. In: Ifjúsági Szemle.  9. évf. 3. sz. (1989), p. 21-33.
- Intézményes és nem intézményes folyamatok a politikai szocializációban : kandidátusi értekezés / Szabó Ildikó. Budapest : [S.n.] 1987. 242 fol.

Publikációk külföldön
- Les églises en tant qu’acteurs politiques sous Horthy : contributions à la construction de l’identité nationale / Szabó Ildikó. In: Religion et identité en Europe centrale / Michel Masłowski (szerk.). Paris : Belin : Europes Centrales, 2012. p. 115-126.
- Percepţii ale adolescenţilor din Ungaria cu privire la locul ţarii lor în Europa / Szabó Ildikó, Örkény Antal In: Revista romana de sociologie. 3 sz. (2002), p. 403-416.
- Representations of minorities among Hungarian children / Szabó Ildikó, Örkény Antal. In: Ethnic minorities and inter-ethnic relations in context : a Dutch Hungarian comparison / Phalet K, Örkény A. (szerk.). Sydney : Ashgate, 2001. p. 139-160.
- Political Socialization in Hungary. The duality of Institutional and Non-Institutional Processes. / Szabó Ildikó. Frankfurt am Main, 1989. Peter Lang 120 oldal
- La socialisation politique en Hongrie / Szabó Ildikó. In: International Political Science Review. 4. sz. (1992)  p. 137-142.
- Hongrie: Antisemitisme ou anti-assimilacionisme? / Wald Paul, Szabó Ildikó In: La Nouvelle Alternative. 26. évf. 13. sz. (1992), p. 27.
- La socialisation politique en Hongrie: la continuité dans le changement / Szabó Ildikó. In: International Political Science Review. 3. sz. (1987),  p. 261-272.